# Paul Breitner
Paul Breitner (Kolbermoor, 5 de setembre de 1951) és un exfutbolista internacional alemany. Va desenvolupar la seva carrera al FC Bayern de Múnic, el Reial Madrid CF, l'Eintracht Braunschweiger i a la selecció alemanya.

## Trajectòria
El 1970 va encetar la seva carrera com a professional al FC Bayern de Múnic, on va ser fonamental per a l'equip en les tres victòries seguides a la lliga alemanya entre 1972 i 1974. També va aconseguir la primera Copa d'Europa de l'equip bavarès el 1974.
L'estiu de 1974 va aconseguir també la Copa del Món, disputada a Alemanya, sent traspassat posteriorment al Reial Madrid CF on va guanyar dues lligues espanyoles i una Copa del Rei.
El 1977 va tornar a Alemanya, jugant una temporada al modest Eintracht Braunschweig, tornat el 1978 al FC Bayern de Múnic on va guanyar dues lligues més i el premi al millor futbolista alemany i la Pilota de Plata europea el 1981. El 1983 va deixar el futbol professional.

## Palmarès
| Bundesliga - Campió: 1972, 1973, 1974, 1980, 1981 DFB-Pokal - Campió: 1971, 1982 Copa d'Europa - Campió: 1974 - Subcampió: 1982 Primera divisió - Campió: 1975, 1976 Copa del Rei - Campió: 1975 |  | Campionat d'Europa - Campió: 1972 Copa del Món - Campió: 1974 - Subcampió: 1982 - Futbolista alemany de l'any: 1981 - Futbolistes europeu de l'any: 1981 (Pilota de Plata) |  |  |